# Heterobelba furcata
Heterobelba furcata är en kvalsterart som beskrevs av Sandór Mahunka 1978. Heterobelba furcata ingår i släktet Heterobelba och familjen Heterobelbidae. Inga underarter finns listade i Catalogue of Life.